# Ngựa Poitevin

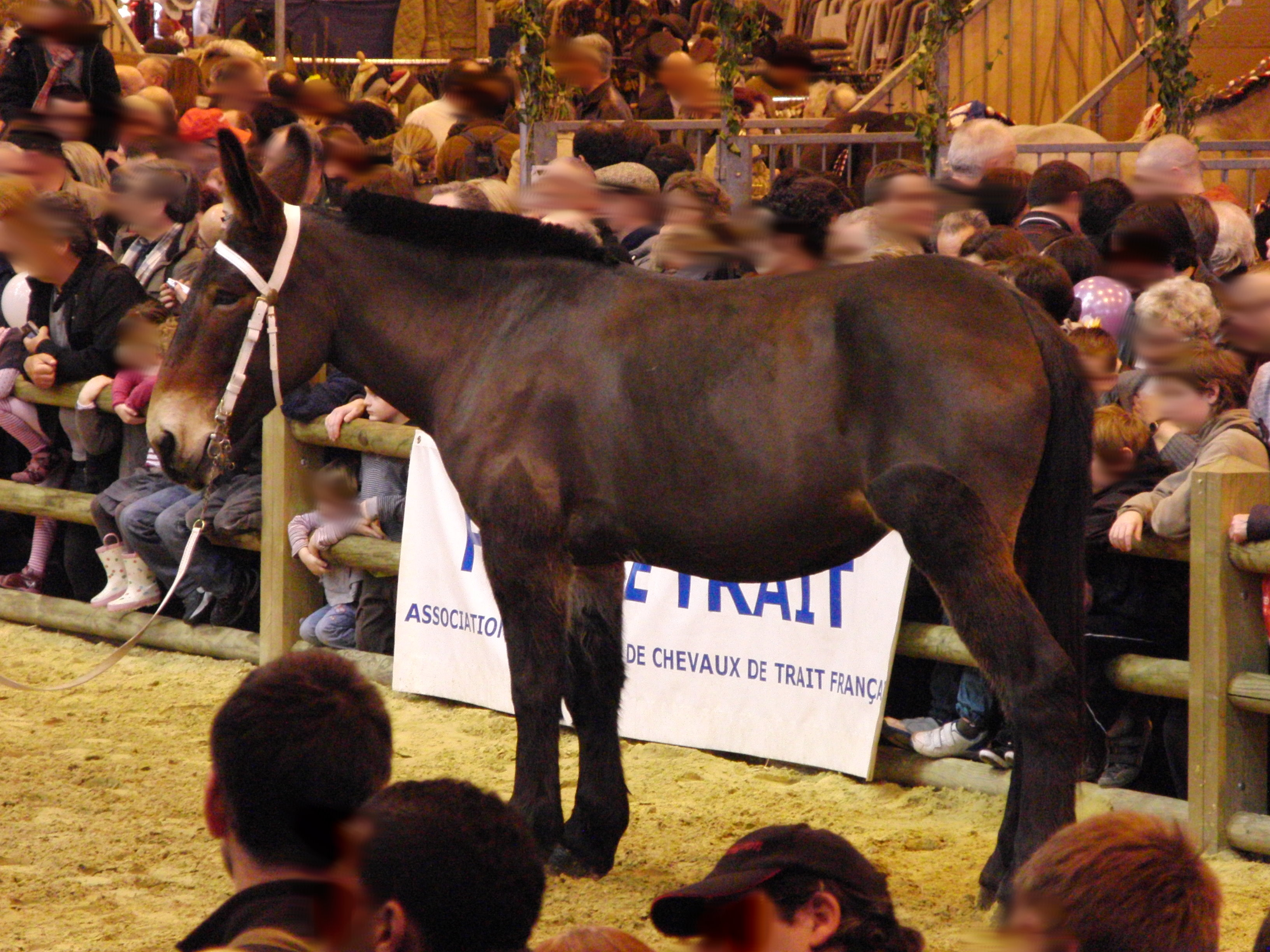

Ngựa Poitevin cũng gọi là Mulassier (con la lai) hoặc Trait Mulassier là một giống ngựa từ vùng Poitou của Pháp. Nó là một giống muộn trưởng thành với xương chắc khỏe, nổi tiếng với tính khí điềm tĩnh của mình.

## Tổng quan
Nó có nhiều màu sắc kết quả của việc lai giống với một số ngựa châu Âu giống khác trong suốt lịch sử của nó, và là chỉ có ngựa kéo xe Pháp được tìm thấy trong vịnh dun. Hôm nay, Poitevins được sử dụng chủ yếu cho việc kéo xe, mặc dù một số được sử dụng để cưỡi. Ngựa đã được ghi nhận trong khu vực ít nhất là từ thế kỷ thứ 10, và các loại khu vực đã được ưa thích bởi các quan tòa và các giáo sĩ trong thời trung cổ. Các Poitevin giống như nó được biết đến ngày hôm nay bắt đầu hình thành vào đầu thế kỷ 17, khi các kỹ sư đã bắt đầu tháo nước các đầm lầy Pháp và mang theo ngựa của họ, được lai với ngựa bản địa.
Kể từ sớm trong lịch sử của nó, Poitevin đã được sử dụng rộng rãi cho sự sinh sản của con la, và mặc dù thường được gọi là ngựa kéo xe, không được ưa chuộng cho các mục đích nông nghiệp. Trong thế kỷ 19, dân số của các Poitevin tăng, đạt 50.000 ngựa cái thuần và giống lai năm 1867. Lai với các giống chó khác dẫn đến lo ngại về độ thuần chủng của Poitevin, nhưng một nhóm nhỏ các nhà nhân giống đã làm việc để bảo vệ dân thuần chủng còn lại.
Một sách chỉ nuôi ngựa đã được tạo ra cho các giống vào năm 1884, và đã được đóng trong hiệp hội các nhà lai tạo năm 1922. Trong nửa đầu của thế kỷ 20 đã chứng kiến sự suy giảm quần thể ngựa và la do tăng cơ giới, và năm 1945, Poitevin được chăn nuôi đã được hướng tới việc sản xuất thịt ngựa.
Dân số giảm chóng mặt, và giữa năm 1970 và năm 1990 dao động trong khoảng 250 và 300 loài động vật, với mức độ vẫn còn thấp hơn nhìn thấy trong những năm đầu thập niên 1990. Một nghiên cứu di truyền phát hành năm 1994 cho thấy di truyền và một nguy cơ nghiêm trọng của giao phối cận huyết, và dẫn đến việc thiết lập một kế hoạch bảo tồn. Mặc dù tăng nhẹ phổ biến vào đầu thế kỷ 21, Poitevin vẫn đang có nguy cơ tuyệt chủng.

## Đặc điểm
Cơ thể của Poitevin mảnh mai đối một con ngựa nặng và kéo dài. Nó đứng cao 63-69 inches, 160–175 cm và sự phong phú khoáng sản của quê hương giúp đỡ nó để phát triển xương mạnh mẽ, nó muộn để đạt được sự trưởng thành về thể chất, thường khoảng 6-7 năm. Đầu dài và mạnh mẽ, và dày, đôi tai dài. Cổ dài và vai dốc. Ngực rộng và sâu và chân sau mạnh mẽ. Bốn chân được phát triển và mạnh mẽ với khớp lớn. Poitevin có móng guốc lớn, một lợi thế trong môi trường ẩm ướt, như là một sự thích nghi với các đầm lầy luân phiên, chân có nhiều lông, và bờm và đuôi dài và dày. Các giống rất thích tiếp xúc của con người, và sự thông minh, mặc dù nó cũng có thể trở nên bướng bỉnh. Poitevin đôi khi thiếu sức chịu đựng. 

## Lịch sử giống

### Thời cổ
Các giống Poitevin đã được tạo ra trong các đầm lầy của vùng Poitou, đặc biệt là xung quanh Luçon, La Rochelle, Melle và Niort. Nó được phát triển thông qua một hỗn hợp của con người và chọn lọc tự nhiên vào vùng đầm lầy mà nó sinh sống. Mặc dù được mô tả như một ngựa kéo xe. Ngựa thời tiền sử đã được tìm thấy trong vùng Poitou, với hài cốt Mesolithic (20.000 đến 5.000 trước Công nguyên) nằm gần surgères và Échiré. Một số những người đam mê cho rằng con ngựa Poitevin là hậu duệ trực tiếp từ những con ngựa, dựa trên cơ thể giống nhau, và yêu cầu một nguồn gốc chung với con ngựa Tarpan vẽ trên các bức tường hang động Lascaux. Tuy nhiên, điều này chưa được xác nhận bởi các nghiên cứu khoa học.
Các Poitevin giống như nó được biết đến ngày hôm nay bắt đầu phát triển năm 1599 khi vua Henry IV của Pháp đã yêu cầu các kỹ sư Hà Lan và Flemish, do Humphrey Bradley, bắt đầu tháo đầm Poitou. Họ mang ngựa Friesian, Brabant và một loại ngựa làm việc Flemish đã nổi tiếng trong thế kỷ 13. Chúng đã vượt qua với ngựa cái Poitou bản địa và lai này tạo ra được một loại chậm lớn, tương tự như những con ngựa làm việc Flemish của các đầm lầy của Hà Lan. Đây là loại là tiền thân của giống hiện đại Poitevin. 

### Cận đại
Vào cuối thế kỷ 18, chính phủ Pháp đã cố gắng để áp đặt một hệ thống qua Poitevin với trọng lượng nhẹ hơn ngựa Norman và ngựa Thuần Chủng Thoroughbred để tạo ra con ngựa kỵ binh. Mặc dù khuyến khích tài chính, các nhà lai tạo cá nhân phản đối vì họ cảm thấy rằng những con ngựa lai kết quả tạo ra con la chất lượng kém khi nuôi thêm. Những thay đổi cũng ảnh hưởng đến đặc tính của giống đó đã được phát triển để làm việc tại quê hương lầy lội của nó, trong đó có móng guốc lớn. Một số nguồn tin cho rằng vào thời điểm này, các loài này được sử dụng cho mục đích nông nghiệp và khai thác gỗ.
Poitevin ngựa cái được lai với lừa Poitou để tạo ra con la Poitou nổi tiếng, một giống khỏe mạnh lớn. Là giống lai, và do đó vô sinh, chỉ có thể được tạo ra thông qua một con lừa và một con ngựa. Trong những năm đầu thế kỷ 19, loài này được lai với các con ngựa Percheron, và với ngựa Boulonnais giữa năm 1860 và 1867. Trong cùng thời gian, thánh giá đã được thực hiện với ngựa Breton, một thực tế được hỗ trợ bởi một số nhà lai tạo và lên án bởi những người khác.
Nông dân trong khu vực cũng bắt đầu để thêm máu Breton vào con la Poitou cho động vật mà một đầu vuông hơn và tai ngắn hơn.Trong các giống ngựa Poitevin, những thánh giá dẫn đến việc cơ thể trở nên dài hơn và nhẹ hơn, chân dài hơn và với ít xương, và màu xám trở nên phổ biến hơn như là một màu lông. Năm 1860, Eugene Gayot gọi là ngựa cái của giống "nặng, thông thường, mềm và có kích thước trung bình". Người nuôi đã chọn con ngựa với khớp lớn, và một mông cao, và có một sở thích cho một màu lông đen.
Năm 1861, đã có những lo ngại rằng các kiểu cũ Poitevin đã trở thành tuyệt chủng, và các câu hỏi về việc liệu con la Poitou giữ lại những chất lượng mà nó đã có trước đó. Ngựa cái Poitevin lớn trở thành hiếm, do một lượng lớn của việc giao phối và thiếu chăm sóc của hiện theo hướng lựa chọn con giống. Sự kiệt quệ liên tục của các đầm lầy cũng chịu ảnh hưởng của giống này.
Nhiều con Poitevin vào thời điểm này thực sự là một kết hợp của Breton và cũ kiểu Poitevin. Các sách chỉ nuôi ngựa cho con ngựa Poitevin đã được tạo ra vào ngày 26 Tháng Sáu năm 1884. Các phiên bản đầu tiên được phát hành ngày 31 tháng 12 năm 1885, thiết lập các tiêu chuẩn vật chất cho sự sinh sản và kết thúc việc thực hành của việc thúc đẩy ngựa lai. Nó cũng đánh dấu sự kết thúc của sự can thiệp của chính phủ đối với ngành chăn nuôi la, mặc dù tiền thưởng được trả tiền để khuyến khích nông dân nuôi ngựa thuần chủng.

### Hiện đại
Sau nhiều lần sửa đổi, các sách chỉ nuôi ngựa đã bị đóng cửa vào năm 1922 sau khi đăng ký 424 con ngựa móng. Năm 1923, một hiệp hội của các nhà lai tạo Poitevin được thành lập, nhưng chăn nuôi giảm đẩy nhóm để tổ chức lại vào năm 1937 tại đặt hàng để được hỗ trợ nhiều hơn từ các chính phủ, thông qua tiền thưởng và các khoản trợ cấp.
Trong nửa đầu của thế kỷ 20, ngành công nghiệp chăn nuôi la sụp đổ với sự ra đời của cơ giới hóa. Năm 1922, ngựa con trở nên khó bán, và dân số đã giảm đáng kể như không có động cơ kinh tế để làm giống. Đến năm 1945, lựa chọn loài này được định hướng theo hướng sản xuất thịt, như các cơ hội kinh tế duy nhất còn lại cho nông dân. Các cấu tạo của giống thay đổi một chút để trở nên ngắn hơn, nhưng vẫn không có lợi cho thịt ngựa, như các nhà lai tạo ưa thích đầu tư vào những đàn Comtois và ngựa Breton, đó là phát triển nhanh hơn và năng suất cao hơn.
Đến năm 1950, chỉ có khoảng 600 con ngựa cái và 50 con ngựa đực còn lại trong giống. Tăng cơ giới hóa và cạnh tranh với các gia súc khác làm tổn thương Poitevin. Giữa năm 1970 và năm 1990, dân số của Poitevin thay đổi giữa 250 và 300 loài, với mức trung bình của 20 con ngựa mới bước vào sách chỉ nuôi ngựa mỗi năm. Vào đầu những năm 1990, số lượng này đã giảm xuống mức thấp nhất trong lịch sử, không rõ ràng về số lượng Poitevin sống trong những năm đầu thập niên 1990, nhưng tới năm 1996 một tác giả cho biết có 64 ngựa con đăng ký mới và 28 con đực giống chăn nuôi đã được phê duyệt. Poitevin đã có một sự gia tăng nhẹ phổ biến vào đầu thế kỷ 21,và có thể đếm khoảng 100 trang trại việc duy trì giống này. Hiệp hội đã có khoảng 300 thành viên. Tuy nhiên, đến năm 2006, các Poitevin được vẫn được coi là giống ngựa Pháp nguy cấp nhất, với ít hơn 100 ca sinh mỗi năm và một dân số giảm nhẹ. 